# سینه‌بادکنک بزرگ
سینه‌بادکنک بزرگ (نام علمی: Fregata minor) نام یک گونه از سرده سینه‌بادکنک‌ها است.

## نگارخانه

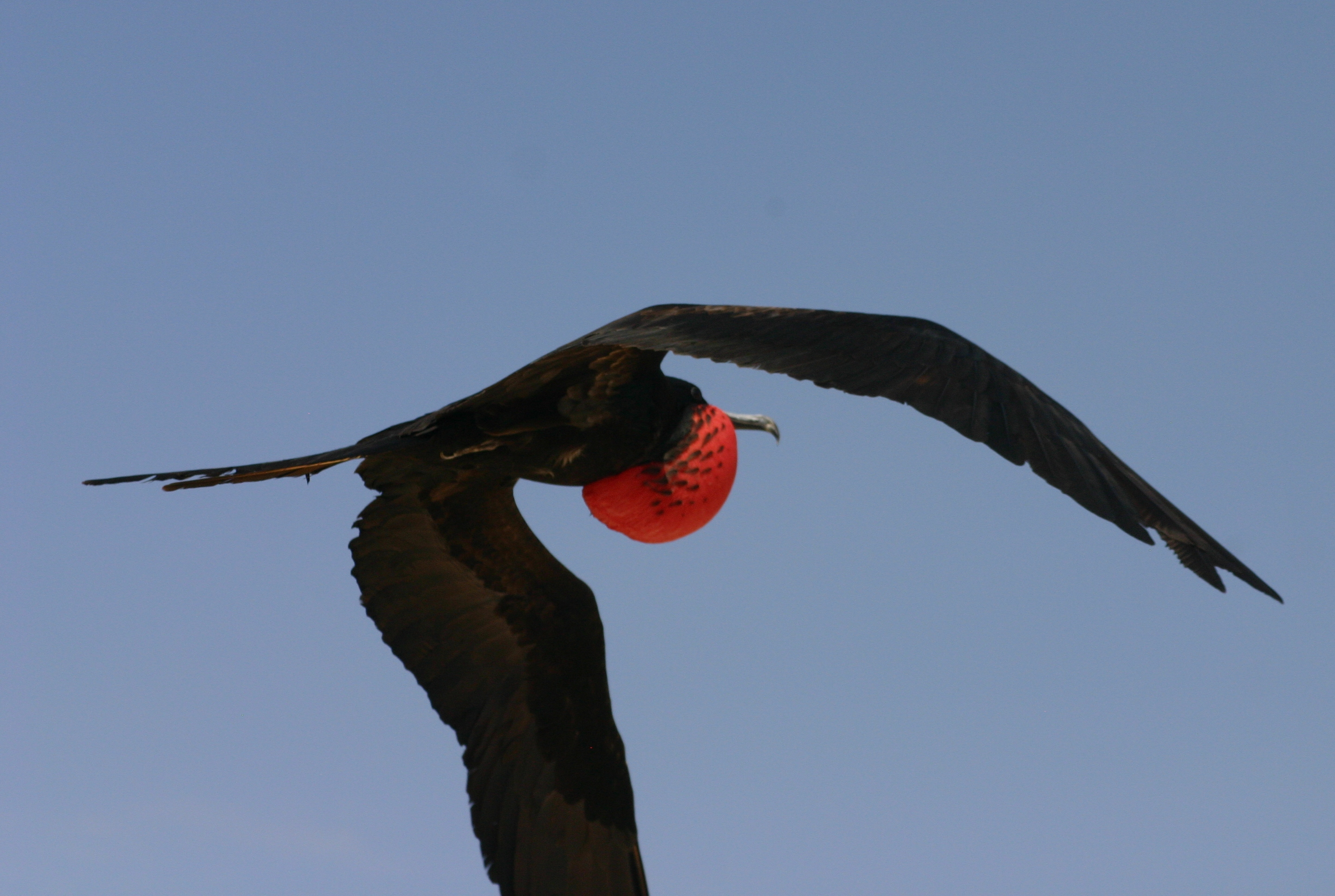
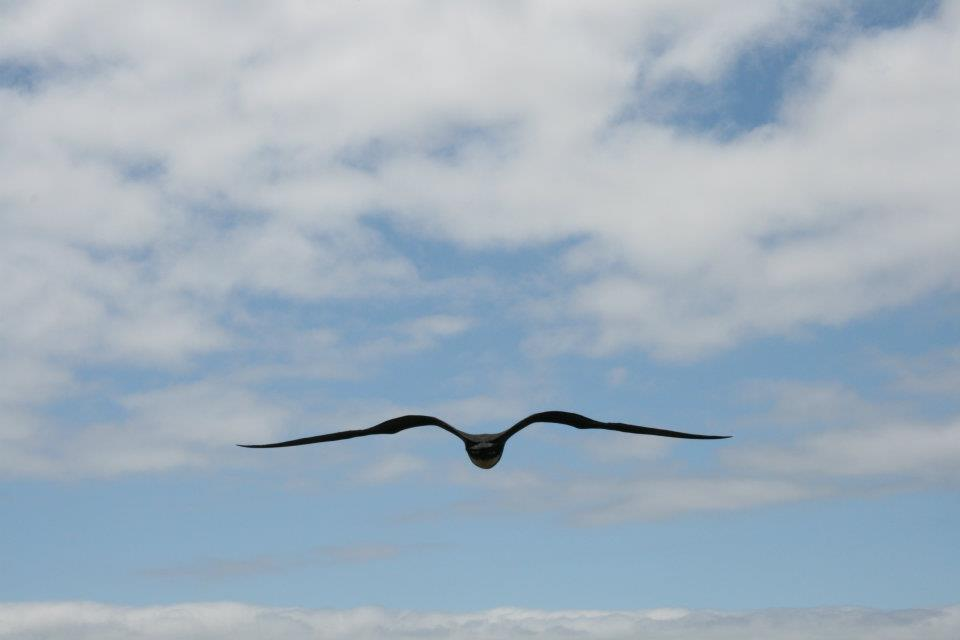
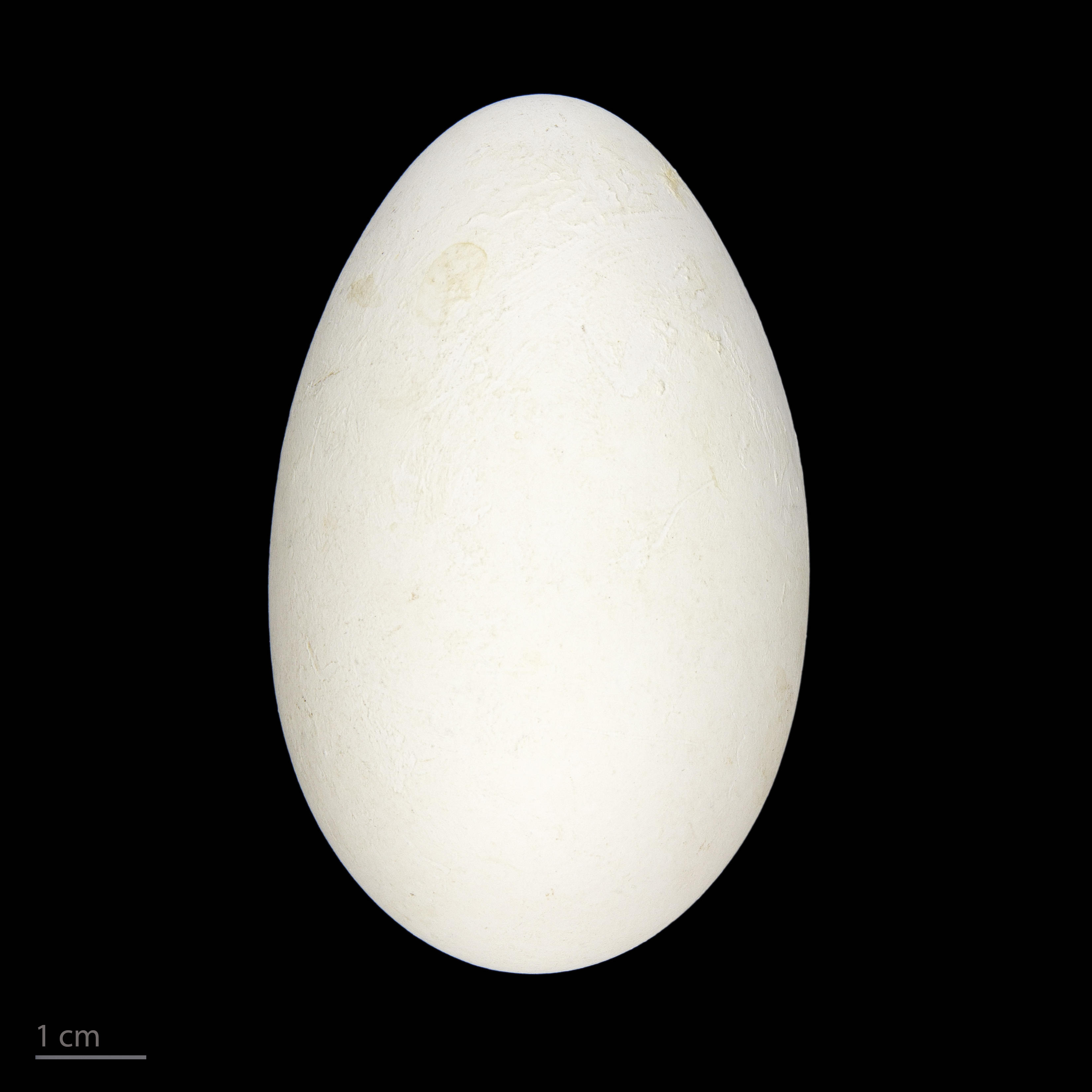
Museum specimen - New Caledonia